# Eurabia: The Euro-Arab Axis
Eurabia: The Euro-Arab Axis (ISBN 0-8386-4077-X) er en bog af den britisk / egyptisk forfatterinde, historiker Gisèle Littman, også kendt under pseudonymet Bat Ye'or.
I bogen omtaler Littman forhandlinger, aftaler og beslutninger der angiveligt er foregået siden de tidlige 70'ere mellem europæiske ledere og ledere fra den arabiske verden, hvilket har resulteret i oprettelsen af, hvad hun beskriver som Eurabia, og skabelsen af en fælles udenrigspolitik baseret på fjendskab mod Israel, mistro til USA, massiv muslimsk indvandring til Europa, en spredning af Islam og islamiske tanker i Europa og en dhimmificering af den europæiske ikke-muslimske befolkning. Eurabia ser Bat Ye'or formet med afsæt i organisationen Euro-Arabiske Dialog (EAD) først i EF-regi og senere i EU. Bevæggrunden fra europæisk side skulle være kortsigtede økonomiske interesser, ønsket om stabile leverancer af olie efter oliekriserne i 70erne og – især fra fransk side et ønske om at distancere og isolere USA.
"Der er tre former for jihad" skriver Littman, "den militære jihad, den økonomiske jihad og den kulturelle jihad". EADs arbejde for udbredelse af islamisme i Europa, mener Littman først og fremmest henhører i kategorierne økonomisk og kulturel jihad.
Bogen er skrevet på engelsk og oversat til fransk, italiensk, hollandsk og hebraisk – men foreløbigt ikke til dansk.

## Anmeldelse
- Historiker Niall Ferguson har beskrevet bogen og forfatteren:

Ingen forfatter har gjort mere end Bat Ye'or for at gøre os opmærksom på den truende islamiske ekstremisme. Fremtidige historikere vil en dag se hendes ord 'Eurabia' som profetisk. Dem der ønsker at leve i et frit samfund, må være evigt vagtsomme. Bat Ye'ors vagtsomhed er uovertruffen"
- Den britiske journalist Johann Hari har betegnet Littmans ideer om "Eurabia" som en konspirationsteori, der er faretruende tæt på at være en moderne islamisk "pendant" til Zions Vises Protokoller[2].